# Federico García Vigil

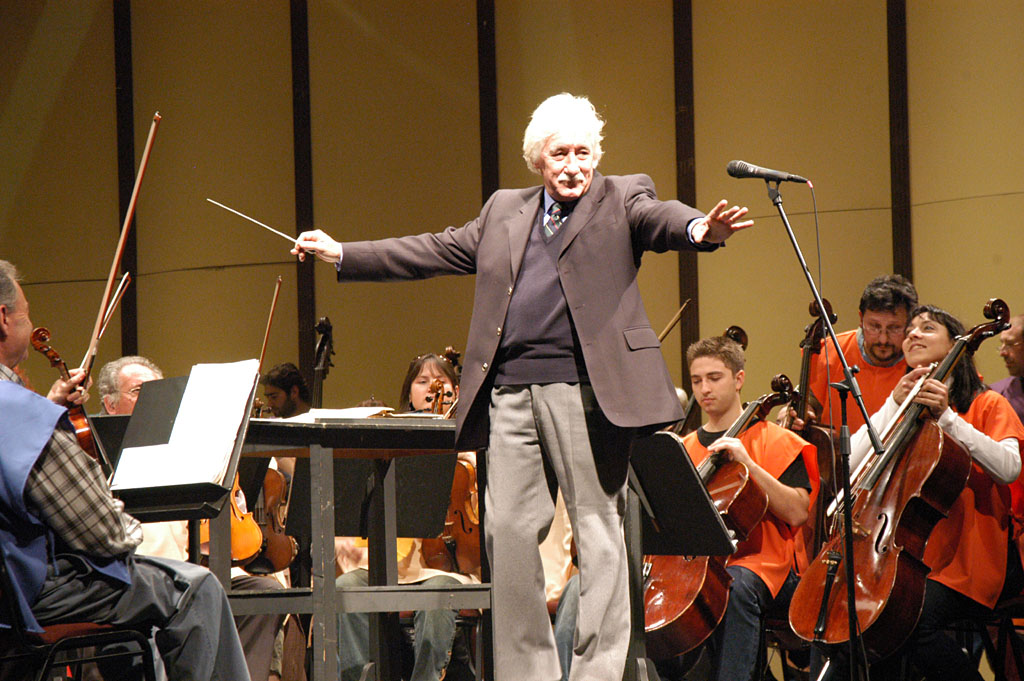
Federico García Vigil, vor 2007

Federico García Vigil (* 5. Januar 1941 in Montevideo, Uruguay; † 27. Mai 2020) war ein uruguayischer Dirigent und Komponist.

## Werdegang
García Vigil erhielt eine Klavierausbildung am Conservatorio Guillermo Kolischer und studierte Harmonielehre, Komposition und Orchestrierung. Aufgrund eines Stipendiums des Uruguayischen Bildungs- und Kulturministeriums erlernte er zudem 1971 Orchesterführung bei Simón Blech in Buenos Aires. Im selben Jahr führte ihn sein Weg nach Europa. Dort weilte er auf Einladung der französischen Botschaft in Straßburg am Nationalen Musik-Konservatorium und an der Pariser Universität, wo er mit Jean-Sebastian Bereau bzw. mit Pierre Stoll arbeitete. 1973 wurde er in Straßburg mit dem Ersten Preis in Orchesterleitung ausgezeichnet. Auf regierungsseitige Einladung besuchte er überdies die Dirigentenschulen Deutschlands und Großbritanniens.
García Vigil war ständiger Ensemble-Direktor der Stadt Montevideo, des Nationalen Jugend-Orchesters von Venezuela sowie ständiger Direktor des Sinfonieorchesters von Bogotá. Von 1985 bis 1990 hatte er zudem die Position des Künstlerischen Direktors des Städtischen Sinfonieorchesters von Montevideo inne. Zwischen 1993 und 2008 war er Chefdirigent des Orquesta Filarmónica de Montevideo. Zudem lehrte er an der Universidad de la República. García Vigil war mit der Balletttänzerin Olga Bérgolo verheiratet.

## Auszeichnungen
- Ordre du Mérite Culturel (Polnisches Kulturministerium, 2003)
- Cuidadano Ilustre (Santiago de Chile, 2003)
- Premio a la Trayectoria Artistica y Humana (Iberoamerikanische Kunst-Stiftung der Universität von Alcalá de Henares, Spanien, 2003)
- Medalla al Mérito Cultural (Kolumbien, 2004)
- Chevalier dans l’Ordre des Arts et des Lettres (Französisches Kulturministerium, 2005)